# Stettfurt
Stettfurt [ˈʃtetːfʊrt] (en dialecte local: [ˈʃtøpfərt]) est une commune suisse du canton de Thurgovie, située dans le district de Frauenfeld.

## Armoiries
Blasonnement
Losangé de gueules et d’argent.

## Étymologie
Stettfurt est premièrement mentionné dans un document de l’an 827 comme Stetivurt. Ce nom est composé des mots vieux haut-allemands stat ‚endroit, demeure, lieu, ville‘ au génitif et furt ‚gué, passage sur une rivière’, ici peut-être signifiant ‚ruisseau‘.

## Culture

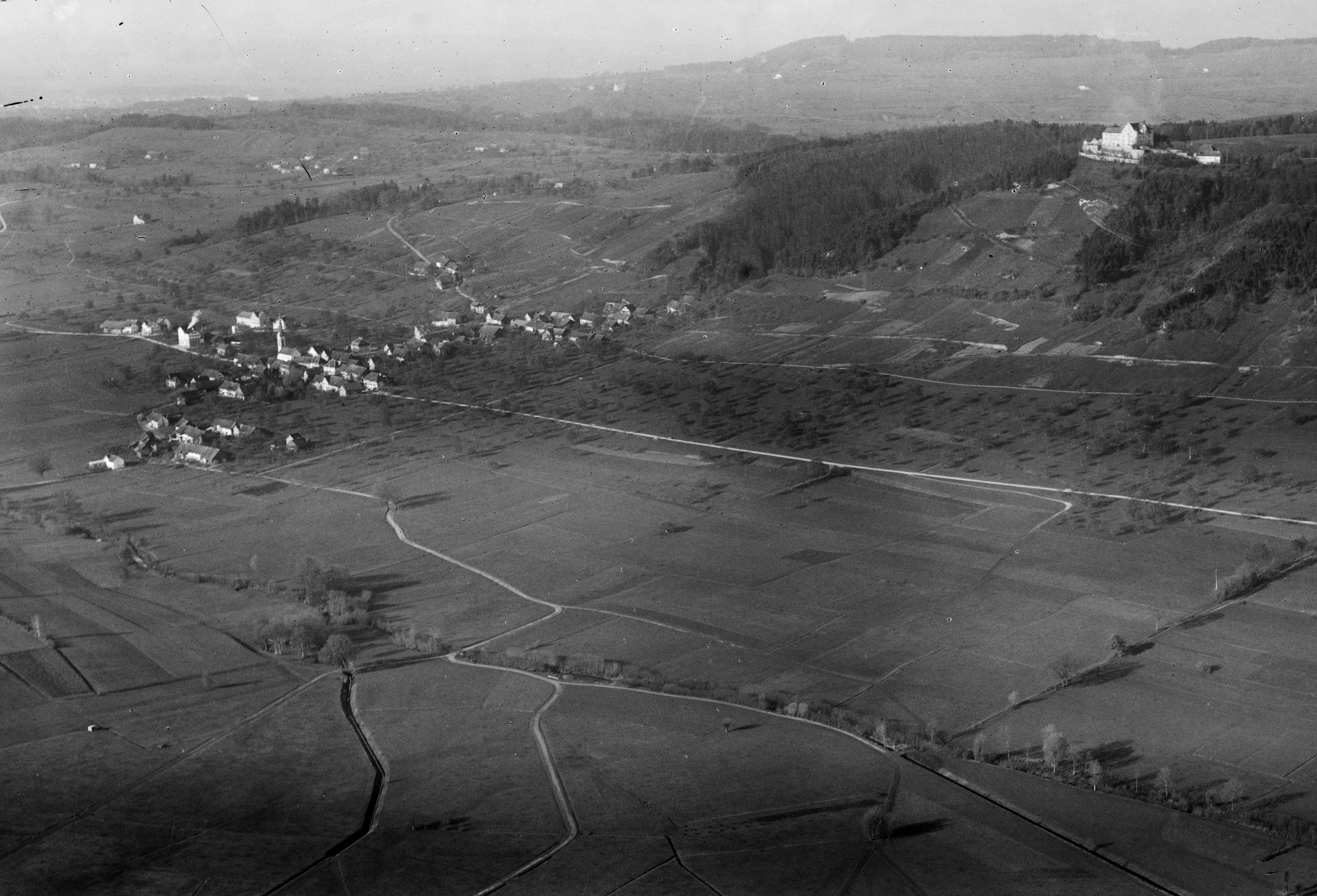
Photo aérienne prise à 400 m par Walter Mittelholzer (1923)

Le centre du village et le château de Sonnenberg sont reconnus comme biens culturels suisses d'importance nationale.